# Giovanni Stefano Ferreri
Giovanni Stefano Ferreri OCist. († 21. září 1610) byl katolický biskup a papežský diplomat.
Opat cisterciáckého kláštera Sv. Salvátora, 1599-1610 biskup ve Vercelli, 1604-1607 nuncius u císařského dvora v Praze. Ferreri byl vysvěcen na biskupa Federicem kard. Borromeem 1. května 1599 v Římě.

## Edice jeho nunciaturních zpráv
- Epistulae et acta Johannis Stephani Ferrerii 1604-1607, Pars I. Sectio 1. ed. Zdeněk Kristen, Praha 1944. (Epistulae et acta nuntiorum apostolicorum apud imperatorem 1592-1628 – III.)
- Die Prager Nuntiatur des Giovanni Stefano Ferreri und die Wiener Nuntiatur des Giacomo Serra (1603-1606). ed. A. O. MEYER, Berlin, Bath 1913. Reprint Torino, Bottega d’Erasmo 1973. (Nuntiaturberichte aus Deutschland nebst ergänzenden Aktenstücken IV.3) – částečně antikvováno

| Biskup ve Vercelli            | Biskup ve Vercelli                                       | Biskup ve Vercelli      |
| ----------------------------- | -------------------------------------------------------- | ----------------------- |
| Předchůdce: Marcantonio Visia | 29. března 1599 – 21. září 1610 Giovanni Stefano Ferreri | Nástupce: Giacomo Goria |

| Apoštolský nuncius u císařského dvora | Apoštolský nuncius u císařského dvora | Apoštolský nuncius u císařského dvora |
| ------------------------------------- | ------------------------------------- | ------------------------------------- |
| Předchůdce: Filippo Spinelli          | 1604 – 1607 Giovanni Stefano Ferreri  | Nástupce: Antonio Caetani             |